# Луїза Ангальт-Дессауська (1709–1732)
Луїза Ангальт-Дессауська (нім. Luise von Anhalt-Dessau, 21 серпня 1709 — 29 липня 1732) — принцеса Ангальт-Дессау з дому Асканіїв, донька князя Ангальт-Дессау Леопольда I та імперської княгині Анни Луїзи Фозе, перша дружина князя Ангальт-Бернбурга Віктора II Фрідріха.

## Біографія
Луїза народилась 21 серпня 1709 року в Дессау шостою дитиною та другою донькою в родині князя Ангальт-Дессау Леопольда I та його дружини Анни Луїзи Фозе. Мала старших братів Вільгельма Густава, Леопольда, Дітріха та Фрідріха Генріха. Старша сестра померла немовлям до її народження. Згодом родина поповнилася сином Моріцем та доньками Анною Вільгельміною, Леопольдіною Марією та Генрієттою Амалією.
Шлюб батьків від початку був морганатичним, оскільки Анна Луїза була донькою аптекаря. Однак після сплати 92 тисяч талерів до казни імператора Священної Римської імперії, їй було даровано титул імперської княгині, і вона стала навіть вищою за чоловіка за становищем.
У 15 років Луїзу видали в шлюб з 24-річним князем Ангальт-Бернбурга Віктором II Фрідріхом. Весілля відбулося 25 листопада 1724 року в замку Дессау. Мешкала пара у Бернбурзькому замку. Літньою резиденцією був замок Балленштедт.
За 7 років княгиня народила єдину дитину, Софію Луїзу (1732—1786), була дружиною графа Сольмс-Барутського Фрідріха Карла, мала сина та доньку. За місяць після народження доньки померла у Бернбурзі. Похована на першому рівні князівської крипти замкової кірхи Бернбурга.
За десять місяців Віктор Фрідріх одружився з Альбертіною Бранденбург-Шведтською, яка народила спадкоємця.